# Ohne Dich (Kasimir1441-Lied)
Ohne Dich ist ein Hip-Hop-Song der deutschsprachigen Rapper Kasimir1441 und Badmómzjay, der von dem Duo Wildbwoys (Fader Gladiator und Gorex) produziert wurde.

## Entstehung, Veröffentlichung und Inhalt
Der Song wurde erstmals am 14. Januar 2021 veröffentlicht, hauptsächlich geht es um das Thema Liebe. Kasimir1441 ist während seiner Strophen im Musikvideo mit Badmómzjay in einem Studio zu sehen, in welchen er über seine Sehnsucht nach einem Mädchen singt. Besonders markant sind seine etwas kratzige Stimme sowie die Gitarren-Samples. Produziert wurde der Song von dem Produzenten-Duo Wildbwoys (Daniel Sluga und Markus Gorecki). Der Song erschien als Single für das Album Eya. Der Text von Badmómzjay wurde von den Rappern Takt32 und Montez geschrieben.

## Musikvideo
Das Musikvideo zu Ohne Dich erschien zeitgleich zur Single auf YouTube. Es entstand unter der Regie von Kurt Ipekkaya und wurde von Louis Pawlik, Arian Vaziri und Rob Lüthje produziert. Bis Mai 2025 erzielte es über 26 Millionen Aufrufe.

## Rezeption

### Preise
Im März 2022 konnte der Song als erfolgreichstes Werk 2021 den Deutschen Musikautorenpreis gewinnen.

### Charts und Chartplatzierungen
Ohne Dich platzierte sich drei beziehungsweise vier Wochen an der Chartspitze in Österreich und Deutschland.
| ChartsChartplatzierungen | Höchstplatzierung | Wochen |
| ------------------------ | ----------------- | ------ |
| Deutschland (GfK)        | 1 (28 Wo.)        | 28     |
| Österreich (Ö3)          | 1 (24 Wo.)        | 24     |
| Schweiz (IFPI)           | 6 (11 Wo.)        | 11     |

| ChartsJahrescharts (2021) | Platzierung |
| ------------------------- | ----------- |
| Deutschland (GfK)         | 18          |
| Österreich (Ö3)           | 26          |

Auf der Streaming-Plattform Spotify verzeichnet das Lied bisher mehr als 135 Millionen Streams (Stand: Mai 2025).

### Auszeichnungen für Musikverkäufe
| Land/Region        | Auszeichnungen für Musikverkäufe (Land/Region, Auszeichnung, Verkäufe) | Verkäufe |
| ------------------ | ---------------------------------------------------------------------- | -------- |
| Deutschland (BVMI) | Platin                                                                 | 400.000  |
| Österreich (IFPI)  | Gold                                                                   | 15.000   |
| Insgesamt          | 1× Gold · 1× Platin ·                                                  | 415.000  |